# کاییو
کاییو شهری در شهرستان باگاسی در استان باله در بورکینافاسوی جنوبی است و جمعیت آن ۱۰۷۵ نفر است.